# Filmographie d'Ennio Morricone

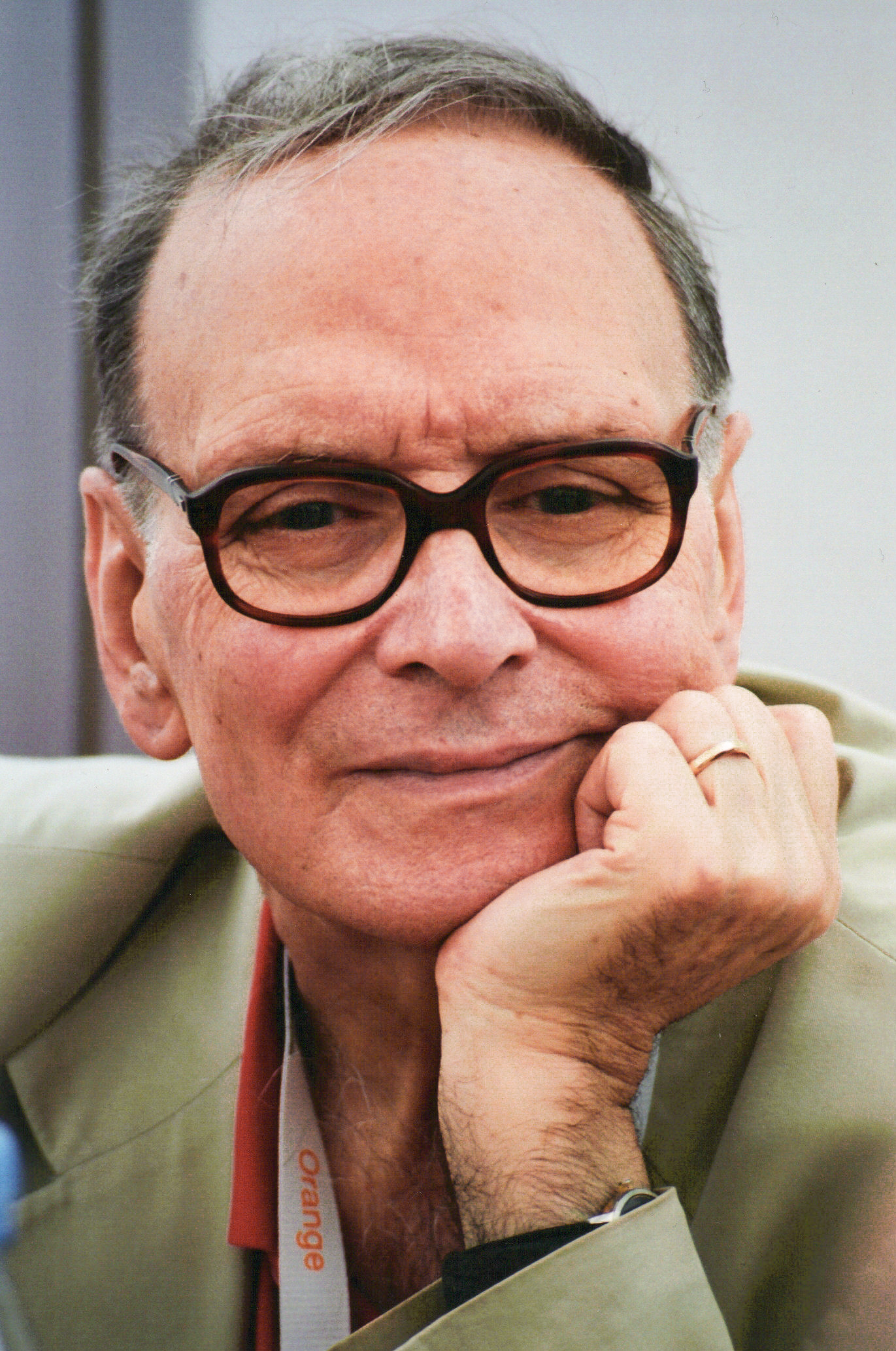
Ennio Morricone, 2007.

Ennio Morricone (1928-2020) a composé la musique de plus de 500 films et programmes télévisés et vendu plus de 70 millions de disques de par le monde,.

## Cinéma

### Années 1970
- 1970 : Sierra torride (Two Mules for Sister Sara) de Don Siegel
- 1970 : Enquête sur un citoyen au-dessus de tout soupçon (Indagine su un cittadino al di sopra di ogni sospetto) d'Elio Petri
- 1970 : Seule contre la mafia (La moglie più bella) de Damiano Damiani
- 1970 : Metello, ou la naissance de la colère (Metello) de Mauro Bolognini
- 1970 : La Cité de la violence (Città violenta) de Sergio Sollima
- 1970 : Quand les femmes avaient une queue (Quando le donne avevano la coda) de Pasquale Festa Campanile
- 1970 : Uccidete il vitello grasso e arrostitelo de Salvatore Samperi
- 1970 : À l'aube du cinquième jour (Dio è con noi) de Giuliano Montaldo
- 1970 : Les Cannibales (I cannibali) de Liliana Cavani
- 1970 : La Califfa (Lady Caliph) d'Alberto Bevilacqua
- 1970 : L'Assaut des jeunes loups (Hornet's nest) de Phil Karlson
- 1970 : Compañeros (Vamos a matar compañeros) de Sergio Corbucci
- 1970 : Le Voyeur (Giochi particolari) de Franco Indovina
- 1971 : Il était une fois la révolution (Giù la testa) de Sergio Leone
- 1971 : La Patrouille du ciel (Forza G) de Duccio Tessari
- 1971 : Oceano de Folco Quilici
- 1971 : Quatre Mouches de velours gris (Quatre mosche di velluto grigio) de Dario Argento
- 1971 : La Tarentule au ventre noir (La tarantola dal ventre nero) de Paolo Cavara
- 1971 : La classe ouvrière va au paradis (La classe operaia va in paradiso) d'Elio Petri
- 1971 : Sacco et Vanzetti (Sacco e Vanzetti) de Giuliano Montaldo
- 1971 : Veruschka (Poesia di una donna) de Franco Rubartelli (en)
- 1971 : Dommage qu'elle soit une putain (Addio fratello crudele) de Giuseppe Patroni Griffi
- 1971 : Incontro de Piero Schivazappa
- 1971 : Le Venin de la peur (Una lucertola con la pelle di donna) de Lucio Fulci
- 1971 : Tre nel mille de Franco Indovina
- 1971 : Le Chat à neuf queues (Il gatto a nove code) de Dario Argento
- 1971 : Journée noire pour un bélier (Giornata nera per l’ariete) de Luigi Bazzoni
- 1971 : Gli occhi freddi della paura d'Enzo G. Castellari
- 1971 : Nous sommes tous en liberté provisoire (L'istruttoria è chiusa: dimentichi) de Damiano Damiani
- 1971 : Photo interdite d'une bourgeoise (Le foto proibite di una signora per bene) de Luciano Ercoli
- 1971 : Le Décaméron (Il decameron) de Pier Paolo Pasolini
- 1971 : Le Casse de Henri Verneuil
- 1971 : Je suis vivant ! (La corta notte delle bambole di vetro) d'Aldo Lado
- 1971 : Lui per lei de Claudio Rispoli
- 1971 : Sans mobile apparent de Philippe Labro
- 1971 : Maddalena de Jerzy Kawalerowicz
- 1972 : Le Serpent d'Henri Verneuil
- 1972 : Anche se volessi lavorare, che faccio? de Flavio Mogherini
- 1972 : Le Maître et Marguerite (Il maestro e Margherita) d'Aleksandar Petrović
- 1972 : Questa specie d'amore d'Alberto Bevilacqua
- 1972 : Les Maffiosi (La violenza: quinto potere) de Florestano Vancini
- 1972 : Quand les femmes perdirent leur queue (Quando le donne persero la coda) de Pasquale Festa Campanile
- 1972 : Le Diable dans la tête (Il diavolo nel cervello) de Sergio Sollima
- 1972 : Mais... qu'avez vous fait à Solange ? (Cosa avete fatto a Solange?) de Massimo Dallamano
- 1972 : Les Deux Saisons de la vie (Le due stagoni della vita) de Samy Pavel
- 1972 : Folie meurtrière (Mio caro assassino) de Tonino Valerii
- 1972 : Far West Story (La banda J. & S. - Cronaca criminale del Far West) de Sergio Corbucci
- 1972 : L'Attentat d'Yves Boisset
- 1972 : On m’appelle Providence (La vita, a volta è molto dura, vero Providenza ?) de Giulio Petroni
- 1972 : I figli chiedono perchè de Nino Zanchin
- 1972 : Mourir d'amour (D'amore si muore) de Carlo Carunchio
- 1972 : Barbe-bleue (Bluebeard) d'Edward Dmytryk et Luciano Sacripanti
- 1972 : Les Contes de Canterbury (I racconti di Canterbury) de Pier Paolo Pasolini
- 1972 : Qui l'a vue mourir ? (Chi l’ha vista morire ?) d'Aldo Lado
- 1972 : Quand l'amour devient sensualité (Quando l'amore è sensualità) de Vittorio De Sisti
- 1972 : L'ultimo uomo di Sara de Maria Virginia Onorato
- 1972 : Chronique d'un homicide (Imputazione di omicidio per uno studente) de Mauro Bolognini
- 1973 : La Drôle d'affaire (La cosa buffa) d'Aldo Lado
- 1973 : La propriété, c'est plus le vol (La propriétà non è più un furto) d'Elio Petri
- 1973 : Liberté, mon amour ! (Libera amore mio) de Mauro Bolognini
- 1973 : Mon nom est Personne (Il mio nome è Nessuno) de Tonino Valerii
- 1973 : La Tour du désespoir (Sepolta viva) d'Aldo Lado
- 1973 : Mais laissez-nous succomber à la tentation (Crescete e moltiplicatevi) de Giulio Petroni
- 1973 : La Poursuite implacable (Revolver) de Sergio Sollima
- 1973 : Spogliati protesta uccidi de Vittorio De Sisti
- 1973 : Un homme à respecter (Un uomo da rispettare) de Michele Lupo
- 1973 : SS Représailles (Rappresaglia) de George Pan Cosmatos
- 1973 : Giordano Bruno de Giuliano Montaldo
- 1973 : Mais qu'est-ce que je viens foutre au milieu de cette révolution ? (Che c'entriamo noi con la rivoluzione?) de Sergio Corbucci
- 1973 : On continue à m'appeler Providence d'Alberto De Martino
- 1973 : Fiorina la vacca de Vittorio De Sisti
- 1974 : Le Trio infernal de Francis Girod
- 1974 : Peur sur la ville d'Henri Verneuil
- 1974 : Les Derniers Jours de Mussolini (Mussolini, ultimo atto) de Carlo Lizzani
- 1974 : Sexe au confessionnal (Sesso in confessionale) de Vittorio De Sisti
- 1974 : La Tentation (Il sorriso del grande tentatore) de Damiano Damiani
- 1974 : Les Mille et Une Nuits  (Il fiore delle mille e una notte) de Pier Paolo Pasolini
- 1974 : Allonsanfan de Paolo et Vittorio Taviani
- 1974 : L’Antéchrist (L’anticristo) d'Alberto De Martino
- 1974 : Le Secret de Robert Enrico
- 1974 : La Grande Bourgeoise (Fatti di gente perbene) de Mauro Bolognini
- 1974 : Le Tour du monde des amoureux de Peynet (Il giro del mondo degli innamorati di Peynet) de Cesare Perfetto (dessin animé)
- 1974 : Frissons d'horreur (Macchie solari) d'Armando Crispino
- 1974 : La Cousine (La cugina) d'Aldo Lado
- 1974 : Spasmo d'Umberto Lenzi
- 1974 : La Rançon de la peur (Milano odia : la polizia non puo sparare) de Umberto Lenzi
- 1975 : Un génie, deux associés, une cloche (Un genio, due compari, un pollo) de Damiano Damiani
- 1975 : La Femme du dimanche (La donne della domenica) de Luigi Comencini
- 1975 : La Faille de Peter Fleischmann
- 1975 : Storie di vita e malavita de Carlo Lizzani
- 1975 : Attenti al buffone d'Alberto Bevilacqua
- 1975 : Moïse (Mosè) de Gianfranco De Bosio
- 1975 : Léonor de Juan Luis Buñuel
- 1975 : Double Jeu (Der Richter und sein Henker) de Maximilian Schell
- 1975 : Vertiges (Per le antiche scale) de Mauro Bolognini
- 1975 : La Guerre des otages (Il giustiziere) d'Edward Dmytryk
- 1975 : La bête tue de sang-froid (L’ultimo treno della notte) d'Aldo Lado
- 1975 : Salò ou les 120 Journées de Sodome (Salò o le 120 giornate di Sodoma) de Pier Paolo Pasolini
- 1976 : René la Canne de Francis Girod
- 1976 : L'Héritage (L'eredità Ferramonti) de Mauro Bolognini
- 1976 : 1900 (Novecento) de Bernardo Bertolucci
- 1976 : Labbra di lurido blu de Giulio Petroni
- 1976 : Per amore de Mino Giarda
- 1976 : San Babila : Un crime inutile (San Babila ore 20: un delitto inutile) de Carlo Lizzani
- 1976 : Le Ricain de Sohban Kologlu, Stéphane Melikian et Jean-Marie Pallardy
- 1976 : Les Maîtres (Gente di rispetto) de Luigi Zampa
- 1976 : Le Désert des Tartares (Il deserto dei Tartari) de Valerio Zurlini
- 1976 : Todo modo d'Elio Petri
- 1976 : L'Arriviste de Samy Pavel
- 1977 : L'Exorciste 2 : L'Hérétique (Exorcist II: The Heretic) de John Boorman
- 1977 : Orca de Michael Anderson
- 1977 : L'Affaire Mori (Il prefetto di ferro) de Pasquale Squitieri
- 1977 : Holocauste 2000 d'Alberto De Martino
- 1977 : Une vie vendue (Una vita venduta) d'Aldo Florio
- 1977 : L'agnese va a morire de Giuliano Montaldo
- 1977 : Stato interessante de Sergio Nasca
- 1977 : La Proie de l'autostop (Autostop rosso sangue) de Pasquale Festa Campanile
- 1977 : Qui sera tué demain ? (Il mostro) de Luigi Zampa
- 1978 : Corleone de Pasquale Squitieri
- 1978 : Forza Italia de Roberto Faenza
- 1978 : Qui a tué le chat ? (Il gatto) de Luigi Comencini
- 1978 : One, Two, Two : 122, rue de Provence de Christian Gion
- 1978 : Le mani sporche d'Elio Petri
- 1978 : La Fille (Così come sei) d'Alberto Lattuada
- 1978 : Les Moissons du ciel (Days of heaven) de Terrence Malick
- 1978 : La Cage aux folles (Il Vizietto) d'Édouard Molinaro
- 1978 : Où es-tu allé en vacances ? (Dove vai in vacanza) de Mauro Bolognini, Luciano Salce et Alberto Sordi (1er sketch : Je serai à toi (Saro Tutta Per Te))
- 1978 : L'immoralità de Massimo Pirri
- 1978 : Voyage avec Anita (Viaggio con Anita) de Mario Monicelli
- 1978 : The Life and Times of David Lloyd George de John Hefin. Série TV diffusée en 1981
- 1979 : Un jouet dangereux (Il giocattolo) de Giuliano Montaldo
- 1979 : I... comme Icare de Henri Verneuil
- 1979 : Un sacco bello de Carlo Verdone
- 1979 : Liés par le sang (Bloodline) de Terence Young
- 1979 : Le Pré (Il prato) de Paolo et Vittorio Taviani
- 1979 : Bugie bianche de Stefano Rolla (it)
- 1979 : L'Humanoïde (L’umanoide) d'Aldo Lado
- 1979 : La luna de Bernardo Bertolucci
- 1979 : Anita la vicieuse (Dedicato al mare Egeo) de Masuo Ikeda
- 1979 : Opération Ogre de Gillo Pontecorvo
- 1979 : Les Bonnes Nouvelles (Buone notizie) d'Elio Petri

### Années 1980
- 1980 : Fenêtres sur New York (Windows) de Gordon Willis
- 1980 : L'Île sanglante (The Island) de Michael Ritchie
- 1980 : Le Larron (Il ladrone) de Pasquale Festa Campanile
- 1980 : Uomini e no de Valentino Orsini
- 1980 : Si salvi chi vuole de Roberto Faenza
- 1980 : La Cage aux folles 2 (Il Vizietto II) d'Édouard Molinaro
- 1980 : Stark System d'Armenia Balducci
- 1980 : Le Bandit aux yeux bleus (Il bandito dagli occhi azzurri) d'Alfredo Giannetti
- 1980 : La Banquière de Francis Girod
- 1981 : V comme vengeance (A Time to Die) de Matt Cimber
- 1981 : La Dame aux camélias (La vera storia della camelie) de Mauro Bolognini
- 1981 : La Tragédie d'un homme ridicule (La tragedia di un uomo ridiculo) de Bernardo Bertolucci
- 1981 : Le Professionnel de Georges Lautner
- 1981 : Bianco, rosso e Verdone de Carlo Verdone
- 1981 : Espion, lève-toi d'Yves Boisset
- 1981 : On m'appelle Malabar (Occhio alla penna) de Michele Lupo
- 1981 : La Désobéissance (La disubbidienza) d'Aldo Lado
- 1981 : Les Fesses à l'air (So fine) d'Andrew Bergman
- 1982 : Liens de sang (Extrasensorial) d'Alberto De Martino
- 1982 : Nana : Le désir (Nana, la vera chiave del piacere) de Dan Wolman (en)
- 1982 : Dressé pour tuer (White Dog) de Samuel Fuller
- 1982 : Marco Polo de Giuliano Montaldo
- 1982 : Butterfly de Matt Cimber
- 1982 : The Thing de John Carpenter
- 1982 : La Pourpre et le Noir (The Scarlet and the Black) de Jerry London
- 1982 : Le Ruffian de José Giovanni
- 1983 : Le Trésor des quatre couronnes (El tesoro de las cuatro coronas) de Ferdinando Baldi
- 1983 : Sahara d'Andrew V. McLaglen
- 1983 : Hundra de Matt Cimber
- 1983 : Le Marginal de Jacques Deray
- 1983 : À couteau tiré (L'assassino dei poliziotti) de Roberto Faenza
- 1983 : La Clé (La chiave) de Tinto Brass
- 1984 : Il était une fois en Amérique (Once Upon a Time in America) de Sergio Leone
- 1984 : Les Voleurs de la nuit (Thieves After Dark) de Samuel Fuller
- 1985 : Il pentito de Pasquale Squitieri
- 1985 : Kalidor : La Légende du talisman (Red Sonja) de Richard Fleischer
- 1985 : La Cage aux folles 3 (Matrimonio con vizietto) de Georges Lautner
- 1985 : L'Enchaîné (La gabbia) de Giuseppe Patroni Griffi
- 1986 : Mission (The Mission) de Roland Joffé
- 1986 : La Vénitienne (La venexiana) de Mauro Bolognini
- 1987 : Contrôle (Il giorno prima) de Giuliano Montaldo
- 1987 : Les Incorruptibles (The Untouchables) de Brian De Palma
- 1987 : Quartiere de Silvano Agosti
- 1987 : Les Lunettes d'or (Gli occhiali d'oro) de Giuliano Montaldo (prix David de la meilleure musique de film)
- 1987 : Adieu Moscou (Mosca addio) de Mauro Bolognini
- 1987 : Frantic de Roman Polanski
- 1988 : Le Sang du châtiment (Rampage) de William Friedkin
- 1988 : Le Temps du destin (A time of destiny) de Gregory Nava
- 1989 : Outrages (Casualties of war) de Brian De Palma
- 1989 : Cinema Paradiso de Giuseppe Tornatore
- 1989 : Tre colonne in cronaca de Carlo Vanzina
- 1989 : Les Maîtres de l'ombre (Fat Man and Little Boy) de Roland Joffé
- 1989 : Le Raccourci (Tempo di uccidere) de Giuliano Montaldo
- 1989 : Attache-moi ! (Atame) de Pedro Almodóvar

### Années 1990
- 1990 : Oublier Palerme de Francesco Rosi
- 1990 : The Big Man de David Leland
- 1990 : Ils vont tous bien ! (Stanno tutti bene) de Giuseppe Tornatore
- 1990 : Hamlet de Franco Zeffirelli
- 1990 : Mio caro dottor Gräsler de Roberto Faenza
- 1990 : Les Anges de la nuit (State of Grace) de Phil Joanou
- 1990 : Money de Steven Hilliard Stern
- 1990 : Embarquement pour l'enfer (L'Achille Lauro - Viaggio nel terrore) d'Alberto Negrin
- 1990 : Cacciatori di navi (it) de Folco Quilici
- 1990 : Le Dimanche de préférence (La domenica specialmente) de Francesco Barilli et Giuseppe Bertolucci
- 1991 : Bugsy de Barry Levinson
- 1991 : La Thune de Philippe Galland
- 1991 : La villa del venerdì (Husbands and lovers) de Mauro Bolognini
- 1992 : La Cité de la joie (City of joy) de Roland Joffé
- 1992 : La Loi du désert (Il principe del deserto) de Duccio Tessari
- 1992 : La Dame aux camélias (La signora delle camelie) de Baldassarre Negroni (Film réalisé en 1915)
- 1993 : La scorta de Ricky Tognazzi
- 1993 : Années d'enfance (Jona che visse nella balena) de Roberto Faenza
- 1993 : Dans la ligne de mire (In the Line of Fire) de Wolfgang Petersen
- 1993 : Le Long Silence (Il lungo silenzio) de Margarethe von Trotta
- 1994 : Une pure formalité (Una pura formalità) de Giuseppe Tornatore
- 1994 : Wolf de Mike Nichols
- 1994 : Harcèlement (Disclosure) de Barry Levinson
- 1994 : Rendez-vous avec le destin (Love affair) de Glenn Gordon Caron
- 1995 : La Nuit et le Moment d'Anna Maria Tato
- 1995 : Pasolini, mort d'un poète (Pasolini, un delitto italiano) de Marco Tullio Giordana
- 1995 : Le Syndrome de Stendhal (La sindrome di Stendhal) de Dario Argento
- 1995 : Marchand de rêves (L'uomo delle stelle) de Giuseppe Tornatore
- 1995 : L'uomo proiettile de Silvano Agosti
- 1996 : Le Jour du chien (Vite strozzate) de Ricky Tognazzi
- 1996 : Pereira prétend (Afirma Pereira) de Roberto Faenza
- 1996 : La lupa de Gabriele Lavia
- 1996 : Ninfa plebea de Lina Wertmüller
- 1996 : I magi randagi de Sergio Citti
- 1997 : U-Turn : Ici commence l'enfer d'Oliver Stone
- 1997 : Lolita d'Adrian Lyne
- 1997 : Con rabbia e con amore d'Alfredo Angeli
- 1997 : Cartoni animati de Franco Citti et Sergio Citti
- 1997 : Richard III (The life and the death of Richard III) d'André Calmettes et James Keane (Film réalisé en 1912)
- 1998 : Bulworth de Warren Beatty
- 1998 : La Légende du pianiste sur l'océan (La leggenda del pianista sull'oceano) de Giuseppe Tornatore
- 1998 : Au-delà de nos rêves (What dreams may come) de Vincent Ward (Bande originale rejetée[8])
- 1998 : La Tour secrète (I guardiani del cielo) d'Alberto Negrin
- 1998 : Le Fantôme de l'Opéra (Il Fantasma dell'opera) de Dario Argento
- 1999 : Canone inverso (Making love) de Ricky Tognazzi

### Années 2000
- 2000 : Mission to Mars de Brian De Palma
- 2000 : Vatel de Roland Joffé
- 2000 : Malèna de Giuseppe Tornatore
- 2001 : La Femme qui rêve (La ragion pura) de Silvano Agosti
- 2001 : Aida degli alberi[9] de Guido Manuli
- 2002 : Ripley's Game (Il gioco di Ripley) de Liliana Cavani
- 2002 : Il diario di Matilde Manzoni de Lino Capolicchio
- 2002 : Senso '45 de Tinto Brass
- 2003 : La luz prodigiosa de Miguel Hermoso
- 2003 : Al cuore si comanda de Giovanni Morricone
- 2004 : 72 mètres (72 metra) de Vladimir Khotinenko
- 2004 : Guardiani delle nuvole de Luciano Odorisio
- 2005 : E ridendo l'uccise de Florestano Vancini
- 2005 : Être sans destin (Sorstalanság) de Lajos Koltai
- 2006 : L'Inconnue (La sconosciuta) de Giuseppe Tornatore
- 2006 : Un crime (A Crime) de Manuel Pradal
- 2006 : Play the Game[10] de Stéphane Barbato
- 2007 : Tutte le donne della mia vita de Simona Izzo
- 2008 : I demoni di San Pietroburgo de Giuliano Montaldo
- 2009 : Baarìa de Giuseppe Tornatore
- 2009 : Nine[11] de Rob Marshall

### Années 2010
- 2013 : The Best Offer (La migliore offerta) de Giuseppe Tornatore
- 2015 : En mai, fais ce qu'il te plaît de Christian Carion
- 2015 : Les Huit Salopards (The Hateful Eight) de Quentin Tarantino
- 2016 : La corrispondenza de Giuseppe Tornatore
- 2016 : Il sole è buio de Giuseppe Papasso

## Télévision

### Années 1960
- 1961 : La Découverte des Amériques (Alla scoperta dell'America) (documentaire)
- 1961 : Verro (court-métrage)
- 1961 : Vicino al ciel (court-métrage)
- 1964 : I malamondo (it) de Paolo Cavara (documentaire)
- 1968 : Geminus (Geminus/Giotto) de Luciano Emmer (série télévisée)
- 1969 : Giovanni ed Elviruccia de Paolo Panelli (mini-série télévisée)

### Années 1970
- 1970 : Le Virginien (The men from Shiloh) de Burt Kennedy (série télévisée)
- 1971 : Correva l’anno di grazia 1870 d'Alfredo Giannetti (version télévisée)
- 1972 : L'uomo e la magia de Sergio Giordani (documentaire)
- 1975 : Moïse (Mosè) de Gianfranco De Bosio (télésuite)
- 1975 : Cosmos 1999 (Spazio 1999) de Lee H. Katzin (série télévisée - version italienne seulement)
- 1977 : Gothic dramas (Drammi gotici) de Giorgio Bandini (série télévisée)
- 1978 : Il prigioniero d'Aldo Lado (série télévisée)
- 1978 : L'Italia vista del cielo de Folco Quilici (documentaire), épisode Sardegna
- 1978 : Noi lazzaroni de Giorgio Pelloni (mini-série)
- 1979 : Invito allo sport de Folco Quilici (série télévisée)
- 1979 : Orient-Express de Daniele D'Anza, Bruno Gantillon et Marcel Moussy (série télévisée)
- 1979 : Dietro, il processo (émission télévisée présentée par Franco Biancacci)

### Années 1980
- 1980 : Il pianeta azzurro de Franco Piavoli (documentaire)
- 1984 : Don't Kill God de Jacqueline Manzano (documentaire)
- 1985 : Via Mala de Tom Toelle (mini-série)
- 1985 : La Mafia, saison 2 (La Piovra 2) de Florestano Vancini (mini-série)
- 1987 : Imago urbis (Roma : Imago urbis) de Mauro Bolognini, Damiano Damiani, Carlo Lizzani, Luigi Magni, Ermanno Olmi, Folco Quilici, Ettore Scola, Florestano Vancini et Lina Wertmüller (documentaire )
- 1987 : La Mafia, saison 3 (La Piovra 3) de Luigi Perelli (mini-série)
- 1988 : Le Secret du Sahara de Alberto Negrin (mini-série)
- 1988 : Les Fiancés (I promessi sposi) de Salvatore Nocita (mini-série)
- 1988 : Les Indifférents (Gli indifferenti) de Mauro Bolognini (mini-série)
- 1989 : The Endless Game de Bryan Forbes (série télévisée)
- 1989 : La Mafia, saison 4, Raid contre la Mafia (La Piovra 4) de Luigi Perelli (mini-série)
- 1989 : Gli angeli del potere de Giorgio Albertazzi (téléfilm)
- 1989 : La Mafia, saison 5 : Mort à Palerme (La Piovra 5 - Il cuore del Problema) de Luigi Perelli (téléfilm en 5 parties)

### Années 1990
- 1990 : Le Prince du désert (Il principe del deserto) de Duccio Tessari
- 1991 : Piazza di Spagna de Florestano Vancini (mini-série)
- 1992 : La Mafia, saison 6 : L'Ultime Secret (La Piovra 6 : Ultimo segreto) de Luigi Perelli (mini-série)
- 1993 : La Bible : Abraham (La Bibbia : Abramo) de Joseph Sargent (téléfilm en 2 parties)
- 1994 : Nom de code Missus (Missus) de Alberto Negrin (téléfilm)
- 1994 : La Bible : La Genèse (La Bibbia : Genesi - la creazione e il diluvo) d'Ermanno Olmi (téléfilm)
- 1995 : La Mafia, saison 7 : Enquête sur la mort du commissaire Cattani (La Piovra 7 - La indagine sulla morte del commissario Cattani) de Luigi Perelli (mini-série)
- 1996 : Nostromo (Joseph Conrad’s Nostromo) d'Alastair Reid (mini-série)
- 1996 : Le Baron (Il Barone) d'Alessandro Fracassi, Richard T. Heffron et Enrico Maria Salerno (mini-série)
- 1997 : La Bible : Salomon (La Bibbia : Salomone) de Roger Young (téléfilm)
- 1997 : La casa bruciata de Massimo Spano (téléfilm)
- 1997 : Le Quatrième Roi (Il Quarto re) de Stefano Reali (téléfilm)
- 1998 : Ultimo : première mission (Ultimo) de Stefano Reali (téléfilm)
- 1998 : Au fond du cœur (In fondo al cuore) de Luigi Perelli (téléfilm)
- 1999 : Ultimo : Le Défi (Ultimo 2 : la sfida) de Michele Soavi (téléfilm)
- 1999 : La Bible : Esther (La Bibblia : Esther) de Raffaele Mertes (téléfilm)

### Années 2000
- 2000 : La Mafia - Saison 10 (La Piovra 10) de Luigi Perelli (série télévisée)
- 2000 : Padre Pio de Giulio Base (téléfilm)
- 2000 : Nana d'Alberto Negrin (téléfilm)
- 2001 : Un altro mondo è possibile d'un collectif de 34 réalisateurs (documentaire)
- 2002 : Un difetto di famiglia d'Alberto Simone (téléfilm)
- 2002 : Perlasca - Un eroe italiano (it) d'Alberto Negrin (téléfilm)
- 2003 : Il Papa Buono de Ricky Tognazzi (téléfilm)
- 2003 : Musashi de Mitsunobu Ozaki (série télévisée)
- 2003 : Ics (it) (Ics: L'amore ti dà un nome) d'Alberto Negrin (téléfilm)
- 2003 : Maria Goretti de Giulio Base (téléfilm)
- 2004 : Ultimo : dans les griffes de la Mafia (Ultimo 3 - L'infiltrato) de Michele Soavi (téléfilm)
- 2005 : Lucia de Pasquale Pozzessere (téléfilm)
- 2005 : Karol, l'homme qui devint Pape (Karol, un uomo diventato Papa) de Giacomo Battiato (téléfilm)
- 2005 : Cefalonia de Riccardo Milani (téléfilm)
- 2005 : Il cuore nel pozzo (it) d'Alberto Negrin (téléfilm)
- 2005 : Play the Game de Stéphane Barbato (court-métrage)
- 2006 : Le juge Falcone, un homme contre la Mafia (Giovanni Falcone, l'uomo che sfidò Cosa Nostra) d'Andrea Frazzi et Antonio Frazzi (téléfilm)
- 2006 : La provinciale de Pasquale Pozzessere (téléfilm)
- 2006 : Karol : le combat d'un Pape (Karol, un Papa rimasto uomo) de Giacomo Battiato (téléfilm)
- 2006 : Gino Bartali - L'intramontabile (it) d'Alberto Negrin (téléfilm)
- 2006 : Adolfo Celi, un uomo per due culture (it) de Leonardo Celi (documentaire)
- 2007 : L'ultimo dei Corleonesi (it) d'Alberto Negrin (téléfilm)
- 2007 : Bonaviri ritratto de Massimiliano Perrotta (documentaire) - seulement apparition[Quoi ?]
- 2008 : Résolution 819 (Risoluzione 819) de Giacomo Battiato (téléfilm)
- 2008 : Pane e libertà (it) d'Alberto Negrin (téléfilm)
- 2009 : Mon amie Anne Frank (it) (Mi ricordo Anna Frank) d'Alberto Negrin (téléfilm)

### Années 2010
- 2010 : Come un delfino (it) de Raoul Bova et Stefano Reali (téléfilm)
- 2010 : Il teatro di Eduardo : Filumena Marturano de Franza Di Rosa (it) (téléfilm)
- 2011 : L'isola (it) d'Alberto Negrin (téléfilm)
- 2011 : Il teatro di Eduardo : Questi Fantasmi de Franza Di Rosa (it) (téléfilm)
- 2011 : Il teatro di Eduardo : Napoli Milionaria de Franza Di Rosa (it) (téléfilm)
- 2012 : Il teatro di Eduardo : Sabato, Domenica e Lunedi de Franza Di Rosa (it) (téléfilm)
- 2013 : Ultimo - L'occhio del falco (it) de Michele Soavi (téléfilm)

## Œuvres de concert

### Compositions pour instrument seul
| 1952 : - Barcarola funebre pour piano - Preludio a una Novella senza titolo pour piano 1956 : Invenzione, Canone e Ricercare pour piano 1969 : Suoni per Dino pour alto et bande magnétique 1983-1989 : 4 Studi per il pianoforte 1986 : Rag in frantumi pour piano 1988 : - Mordenti pour clavecin - Neumi pour clavecin - Cadenza pour flûte et bande magnétique | 1989 : Studio per contrabasso 1989/90 : Riflessi pour violoncelle seul 1993 : - Elegia per Egisto pour violon seul - Wow! pour voix de femme 1996 : Flash (2 canzoncine) |

### Musique de chambre (avec voix)
| 1946 : Il mattino pour piano et voix 1947 : - Imitazione pour piano et voix - Intimità pour piano et voix 1953 : - Distacco I et II pour piano et voix - Verrà la morte pour piano et voix - Oboe sommerso pour soprano et instruments 1969 : - Da molto lontano pour voix et 5 instruments - Caput coctu show pour 8 instruments et baryton 1982 : 2 Poesie notturne pour voix féminine, quatuor à cordes et guitare 1986 : Il rotondo silenzio della notte pour voix féminine, flûte, hautbois, clarinette, piano et quatuor à cordes | 1990 : 4 Anamorfosi latine pour soprano, mezzo-soprano, ténor, baryton et orchestre de chambre 1991-1993 : Epitaffi sparsi pour soprano, piano et instruments 1994 : Monodie I pour guitare et voix 1995 : Coprilo di fiori e bandiere pour soprano, clarinette, violon et violoncelle (sur un texte d'Alfonso Gatto) 1999 : - Benddamerung pour soprano, piano et instruments - Per i bambini morti di mafia pour soprano, baryton, 2 récitants et 6 instruments (sur un texte de Luciano Violante) 2000 : Flash II pour 8 voix et quatuor à cordes |

### Musique de chambre (instrumentale)
| 1953 : Sonata pour ottani, timpano e pianoforte 1955 : - Sestetto per flauto, oboe, fagotto, violino, viola e violoncello - Trio per clarinetto, corno e violoncello 1957 : 3 Studi pour flûte, clarinette et basson 1958 : Distanze pour violon, violoncelle et piano 1972 : Proibito pour 8 trompettes 1978 : 3 pezzi brevi pour clarinette, alto, contrebasse et clavecin (ou piano ; variations sur un thème de Schubert) 1981 : Totem secondo pour 5 bassons et 2 contrebassons 1988 : Refrains - 3 omaggi per 6 pour piano et 5 instruments 1989 : Specchi pour 5 instruments 1990 : Frammenti di giochi pour violoncelle et harpe 1992/93 : Ecersizi pour 11 cordes 1994 : Canone breve pour 3 guitares 1995 : Blitz I, II et III pour 4 saxophones (arrangé la même année pour cor, 2 trompettes, trombone et tuba) | 1995/1996 : - A L.P 1928 pour quatuor à cordes - Lemma pour 2 clarinettes et 2 pianos (composé avec son fils Andrea) 1996 : Scherzo per violino e pianoforte 1997 : Il sogno di un uomo ridiculo, 3 duos pour violon, alto et voix 1998 : S.O.S. (Suonare O Suonare), fanfare 1999 : Grilli pour 4 quatuors à cordes 2000 : A Paola Bernardi pour 2 clavecins 2000/01 : Vivo pour trio à cordes 2001 : - Metamorfosi di Violetta pour quintette avec clarinette - Due x due pour 2 clavecins 2002 : Finale pour 2 orgues 2003 : Geometrie ricercate pour 8 instruments 2005 : - Frop pour piano à 4 mains - Come un Onda pour violoncelle seul ou duo de violoncelles |

### Compositions pour orchestre seul ou avec instruments
| 1954 : Musica per orchestra d'archi e pianoforte 1955 : Variazioni su tema di Frescobaldi pour orchestre de chambre 1957 : Concerto n°1 pour orchestre 1980 : Gestazione pour voix féminine, instruments, électronique et orchestre à cordes 1984 : Secondo Concerto pour flute, violoncelle et orchestre 1985 : Frammenti di Eros cantate pour soprano, piano et orchestre 1988 : Fluidi pour orchestre de chambre 1991 : - Ut pour trompette, orchestre à cordes et percussion dédié au trompettiste Mauro Maur - Terzo Concerto pour guitare, marimba et orchestre à cordes 1992 : - Una Via Crucis - Intermezzo in forma di Croce pour orchestre - Una Via Crucis - Secondo Intermezzo pour orchestre 1993 : - Braevissimo I pour contrebasse et orchestre à cordes - Vidi aquam pour soprano et petit orchestre - Quarto Concerto - Hoc erat in votis pour orgue, 2 trompettes, 2 trombones et orchestre 1994 : Braevissimo II et III pour contrebasse et orchestre à cordes | 1996 : Passaggio pour récitant et orchestre (sur un texte tiré des “Journaux indiens” d'Allen Ginsberg) 1997 : - Ombra di lontana presenza pour alto, orchestre à cordes et bande magnétique - 4 Anacoluti per A.V pour ensemble à cordes 1998 : - Grido pour soprano, orchestre à cordes et bande magnétique - Non devi dimenticare pour soprano, voix et orchestre - Notturno e passacaglia per Cervara pour flûte, hautbois, clarinette, piano e orchestre à cordes 1999 : - Ode pour soprano, récitant et orchestre - Grido pour soprano et orchestre 2000 : Ode pour soprano et orchestre 2001 : - Immobile n°2 pour guimbarde et orchestre à cordes - Se questo è un uomo pour récitant et orchestre à cordes 2006 : Sicilo ed altri Frammenti pour orchestre |

### Compositions pour chœur et orchestre
| 1955 : Cantata per coro e orchestra 1966 : Requiem per un destino pour chœur et orchestre 1979 : Grande violino, piccolo bambino pour chœur, électronique et orchestre à cordes 1988 : Cantata per l'Europa pour soprano, 2 récitants, chœur et orchestre 1991 : - Una Via Crucis Stazione I "...fate questo in memoria di me..." - Una Via Crucis Stazione IX "...Là crocifissero lui e due malfattori..." - Una Via Crucis Stazione XIII "...Lo avvolse in un candido lenzuolo..." pour soprano, chœur et orchestre (sur un texte de Sergio Miceli) 1992 : Una Via Crucis Stazione V "...Crucifige!... Crucifige!..." 1995 : Ave Regina Caelorum pour chœur, orgue et orchestre | 1995/96 : Partenope, Musica per le sirene di Napoli, opéra (sur un livret de Guido Barbieri et Sandro Cappelletto) 1997 : Musica per un fine pour chœur à 4 voix, orchestre et bande magnétique 1998/99 : Il pane spezzato pour 12 voix mixtes, instruments et orchestre à cordes 1999 : Il pane Spezzato pour chœur et orchestre 2002 : Voci dal silenzio pour voix, chœur, chœur préenregistré et orchestre 2008 : Vuoto d'anima piena, cantate pour flûte, orchestre et chœur (composée pour le millénaire de la Basilica di San Vicinio à Sarsina sur un texte de Francesco De Melis) |

### Musique chorale
| 1978 : Immobile pour chœur et 4 clarinettes 1979 : Bambini del mondo pour 18 chœurs d'enfants 1988 : Echi pour chœur féminin ou masculin et violoncelle 1991 : Questo è un testo senza testo pour chœur d'enfants 1994 : Il silenzio, il gioco, la memoria pour chœur | 1995 : Ricreazione... Sconcertante pour 6 voix féminines et 6 voix masculines 1998 : Amen pour 6 chœurs 1999 : Pietre pour 2 chœurs, percussions et violoncelle soliste |